# Aegle (noctuídeos)
Aegle é um gênero de traça pertencente à família Arctiidae.

## Espécies
- Aegle agatha
- Aegle diatemna
- Aegle eberti
- Aegle exquisita
- Aegle flava
- Aegle gratiosa
- Aegle hedychroa
- Aegle iranica
- Aegle koekeritziana
- Aegle limbobrunnea
- Aegle lineata
- Aegle margarita
- Aegle matutinalis
- Aegle nubila
- Aegle ottoi
- Aegle petroffi
- Aegle rebeli
- Aegle semicana
- Aegle subflava
- Aegle transversa
- Aegle vartianorum
- Aegle vespertalis
- Aegle vespertina
- Aegle vespertinalis